# Ngũ Lão (xã)
Ngũ Lão là một xã thuộc huyện Hòa An, tỉnh Cao Bằng, Việt Nam.

## Địa lý
Xã Ngũ Lão nằm ở phía đông huyện Hòa An, có vị trí địa lý:
- Phía đông giáp xã Nguyễn Huệ
- Phía tây giáp xã Đại Tiến
- Phía nam giáp thành phố Cao Bằng và xã Quang Trung
- Phía bắc giáp các huyện Quảng Hòa, Trùng Khánh và xã Đại Tiến.

Xã Ngũ Lão có diện tích 54,92 km², dân số năm 2019 là 2.221 người, mật độ dân số đạt 40 người/km².
Trên địa bàn xã có một số ngọn núi như Kéo Tắt, Lũng Chính, Sam Tầng, Thăng Kiều, Vò Điểm, Xá Lủa. Quốc lộ 3 chạy qua khu vực gần ranh giới đông nam của xã.

## Lịch sử
Sau năm 1975, Ngũ Lão là một xã thuộc huyện Hòa An.
Đến năm 2019, xã Ngũ Lão được chia thành 15 xóm: Bó Pheo, Bản Gủn, Khuổi Hân, Khuổi Hoi, Khuổi Khoán, Khuổi Lừa, Khuổi Quân, Lũng Gà, Lũng Luông, Bản Máp, Nà Mấn, Nà Tú, Pác Bó, Bản Phiấy, Lũng Nặm.
Ngày 9 tháng 7 năm 2020, Ủy ban nhân dân huyện Hòa An, tỉnh Cao Bằng ban hành Thông báo số 55/TB-UBND về việc:
- Sáp nhập xóm Bản Máp vào xóm Nà Tú
- Sáp nhập xóm Khuổi Hân vào xóm Bản Gủn
- Sáp nhập hai xóm Khuổi Lừa và Pác Bó vào xóm Khuổi Quân.

## Hành chính
Xã Ngũ Lão được chia thành 11 xóm: Bản Gủn, Bản Phiấy, Bó Pheo, Khuổi Hoi, Khuổi Khoán, Khuổi Quân, Lũng Gà, Lũng Luông, Lũng Nặm, Nà Mấn, Nà Tú.